# Aricagua (município)
Aricagua é um município da Venezuela localizado no estado de Mérida.
A capital do município é a cidade de Aricagua.